# Sector quinario
El sector quinario definido por algunos economistas como un sector económico se dedica a la toma de decisiones y la gestión de alto nivel en organizaciones o gobiernos. Incluye los servicios sin ánimo de lucro como la salud, la educación, la investigación, la policía, los bomberos y otras instituciones gubernamentales, al igual que trabajos como el de gestión de empresas. Estas organizaciones son usualmente incluidas en los sectores terciarios y cuaternarios. A pesar de la implicación, no es el sucesor del sector cuaternario, principalmente porque requiere de una base poblacional y de los impuestos de otros sectores con fines lucrativos.
El sector quinario también incluye actividades domésticas como las realizadas por amas de casa o familiares que cuidan a otros en los propios hogares. Estas actividades no se pueden medir en montos monetarios, pero hace una importante contribución a la economía.
Otros investigadores (Hatt, Paul, and Foote, Nelson (1953). "On the expansion of the tertiary, quaternary, and quinary sectors," American Economic Review, May.) propusieron subdivisiones del sector terciario en sectores cuaternario y quinario basados en la administración de la información (cuarto sector) y la generación de conocimiento (quinto sector). Es también el sector del descarte, o sea la recolección, clasificación de desechos reutilizables.